# Harry Kim
Harry Kim, es un personaje ficticio de la serie de televisión Star Trek: Voyager que posee el rango de Alférez y sirve en la nave como su jefe de operaciones. El personaje es interpretado por el actor Garrett Wang.

## Descripción
Harry Kim nació en 2349 en Carolina del Sur. Tocaba el clarinete en la Sinfónica Juvenil Juilliard y tenía una novia llamada Libby. 
Después de graduarse en la Academia de la Flota Estelar en 2370, fue asignado a la nave estelar USS Voyager, que fue enviada al Cuadrante Delta por El Guardián.
En 2372, todo en la nave se duplica en un fenómeno de desfasamiento temporal en el que la materia se copia, y sin embargo ocupa el mismo espacio que el original (Temporada 2, capítulo 21 "Cualidad mortal"). Como los Vidiianos casualmente se encuentran cerca, comienzan a atacar a los dos Voyagers, Harry Kim muere tras ser expulsado al espacio. Finalmente, los alienígenas invaden una de las Voyager. El duplicado de Janeway destruye su nave, para impedir que los Vidiianos puedan clonar los órganos corporales de la tripulación, pero antes de hacerlo, envía al duplicado Harry Kim junto con la recién nacida Naomi a la original Voyager (la Naomi original murió en el parto), en su sustitución. A Kim le preocupa esta situación por algún tiempo. 
En el episodio Atemporal (Temporada 5, capítulo 6, "Atemporal"), Chakotay y Kim pilotan el volador Delta por delante de la Voyager intentando un método experimental de viaje, con la intención de llegar cuanto antes a casa. Lamentablemente, Kim transmite una corrección de fase incorrecta para que se introduzca en la Voyager, provocando que aterrice en un planeta helado situado cerca del Cuadrante Alfa. Kim y Chakotay estudian el error durante quince años, para luego intentar enviar un mensaje atrás en el tiempo utilizando un transceptor Borg temporal de siete de nueve con la corrección de fase correcta, sin embargo, estos no llegan a la Voyager. Utilizando los últimos minutos antes de ser destruidos, Kim decide que es mejor abortar la misión, así, en el nuevo calendario que crea, la Voyager sigue estando segura pero todavía atascados en el Cuadrante Delta. 
Kim sigue siendo alférez a lo largo de las siete temporadas de la serie. Sin embargo, como se ha visto en el episodio Nightingale (Temporada 7, capítulo 8, "Nightingale"), a Kim se le da la oportunidad de que actúe como capitán, en una nave alienígena, al tiempo que trata de transportar lo que él piensa que son suministros médicos a un planeta. 
Asimismo, en una línea de tiempo alternativa en el episodio final de la serie (Fin del juego) él es el capitán del USS Rhode Island, en 2404.

## Personaje
En contraste con los estereotipos predominantes para personajes masculinos asiáticos, Harry Kim parece haber obtenido el mayor número de "éxitos" en comparación a los miembros de la tripulación de la Voyager. Obtiene grandes logros durante la serie, Harry Kim se ve involucrado continuamente en enamoramientos con todo tipo de mujeres, desde Libby (su novia de vuelta a la Tierra), a Siete de Nueve, Lyndsay Ballard (Temporada 6 capítulo 18, "De cenizas a cenizas"), varias mujeres taresisanas (Temporada 3, capítulo 20, "Hijo predilecto"), la hija de Kes en otra línea de tiempo (Temporada 3, capítulo 21, "Antes y después"), Megan Delany (una de las gemelas Delaney), y se enamora de la científica Varro, llamada Tal en el episodio La enfermedad (Temporada 5, capítulo 17, "La enfermedad"). 
Como le dijo alguna vez Tom Paris con respecto a la vida amorosa de Harry, "Siempre tras la mujer imposible. Un holograma, una ex-borg, la gemela equivocada, y ahora ¡una chica de una especie xenofóbica!" (También ref. capítulo "La enfermedad"). 
Harry es extremadamente leal a la capitana Janeway. En el episodio 25 de la tercera temporada "En el peor de los casos", una simulación holográfica de un motín Maquis lo describe a él como el oficial de puente que sigue siendo fiel a ella.
Como jefe de operaciones, Harry ha demostrado estar muy dotado científicamente, en particular por su capacidad para improvisar en situaciones de tensión. En general es alegre y optimista, pero a veces demuestra desesperación en su intento de regresar al cuadrante alfa, debido al gran apego a su madre.
Harry es, de alguna forma, el hermano menor de la tripulación y es visto como la mascota de la nave por los demás, quiénes siempre le cuidan y le protegen, especialmente Tom Paris, que fue su amigo desde un principio, vive con él continuamente aventuras en la holocubierta como el socio del Capitán Protón.